# Дейв Гемері
Дейв Гемері  (англ. Dave Hemery, 18 липня 1944) — британський легкоатлет, олімпійський чемпіон.

## Виступи на Олімпіадах
| Олімпіада   | Дисципліна                    | Місце |
| ----------- | ----------------------------- | ----- |
| Мехіко 1968 | біг на 400 метрів з бар'єрами | 1     |
| Мехіко 1968 | естафета 4 x 400 метрів       | 5     |
| Мюнхен 1972 | біг на 400 метрів з бар'єрами | 3     |
| Мюнхен 1972 | естафета 4 x 400 метрів       | 2     |